# Hi and Lois
Hi and Lois (in Italia nota anche come Hi e Lois, Pippo e Lalla, Ciccibum, La famiglia De' Guai) è una serie a fumetti creata da Mort Walker e disegnata da Dik Browne dal 1954. Esordì negli Stati Uniti il 18 ottobre 1954 distribuita da King Features Syndicate e venne pubblicata sui quotidiani per oltre cinquant'anni, realizzata prima dai suoi creatori e dopo da Greg Walker e Robert Browne, figli dei due creatori. È uno spin-off del fumetto Beetle Bailey.

## Storia editoriale
Il gruppo di personaggi noto come The Flagstons esordì nella serie a strisce Beetle Bailey di Walker per poi passare in una propria serie dedicata, sempre scritta da Walker ma disegnata da Browne. Successivamente venne continuata dai rispettivi figli, scritta da Brian e Greg Walker, e disegnata da Robert Browne e da Eric Reaves. Il gruppo di personaggi divenne protagonista anche di una serie di fumetti pubblicata nel formato comic book edito dalla Charlton e pubblicata da novembre 1969 a luglio 1971.

## Personaggi
La striscia è incentrata sulla vita di una famiglia suburbana
- Hiram Flagston, detto "Hi", è raffigurato come un tipico giovane americano della middle-class, dedito al lavoro, orgoglioso padre di quattro figli e felice marito di una bella donna. Le sue caratteristiche di "uomo medio" volevano facilitare il processo di identificazione da parte dei lettori[5]
- Lois Flagston, giovane e bella moglie di Hi, è raffigurata come la classica madre del baby boom statunitense. Romantica e devota alla famiglia, Lois è una casalinga laboriosa cui piace parlare al telefono e fare shopping, con attenzione alle finanze domestiche. Le sue caratteristiche, che oggi possono appare piuttosto stereotipate, erano piuttosto comuni negli Stati Uniti degli anni cinquanta e, come nel caso del marito, volevano facilitare il processo di identificazione delle lettrici[5]. Il suo cognome da nubile è Bailey, ed è la sorella di Beetle Bailey.
- Chip è il figlio più grande della coppia. All'inizio della striscia aveva otto anni e progressivamente è cresciuto fino a diventare un teenager con i tipici problemi della sua età:  fare i compiti, frequentare il college, cercare il vero amore. Fa tutto quello che facevano i ragazzi cresciuti negli anni cinquanta e sessanta per fare infuriare i genitori[5].
- Ditto, vivace gemello di Dot, è il terrore in ambiti da bambino, sempre pronto a cacciarsi nei guai[5].
- Dot, gemella di Ditto, è più precoce di lui e sempre pronta a dirgli cosa fare.
- Trixie è la figlia più piccola di Hi e Lois. Molto intelligente, è incapace di parlare e camminare e quindi esprime i suoi pensieri ai lettori attraverso le apposite nuvolette. La reciproca incomprensione tra lei e ciò che le sta intorno è fonte di molte gag.[5].

Personaggi secondari
- Mister Foofram è il datore di lavoro di Hi.
- Dawg è il grosso e arruffato cane dei Flagstons[5].
- Thirsty Thurston è amico e vicino di casa di Hi. Rappresenta il suo esatto contrario: è irresponsabile, grasso, beve, fuma ed è poco affettuoso nei confronti della povera moglie Irma[5].